# Lobisomem

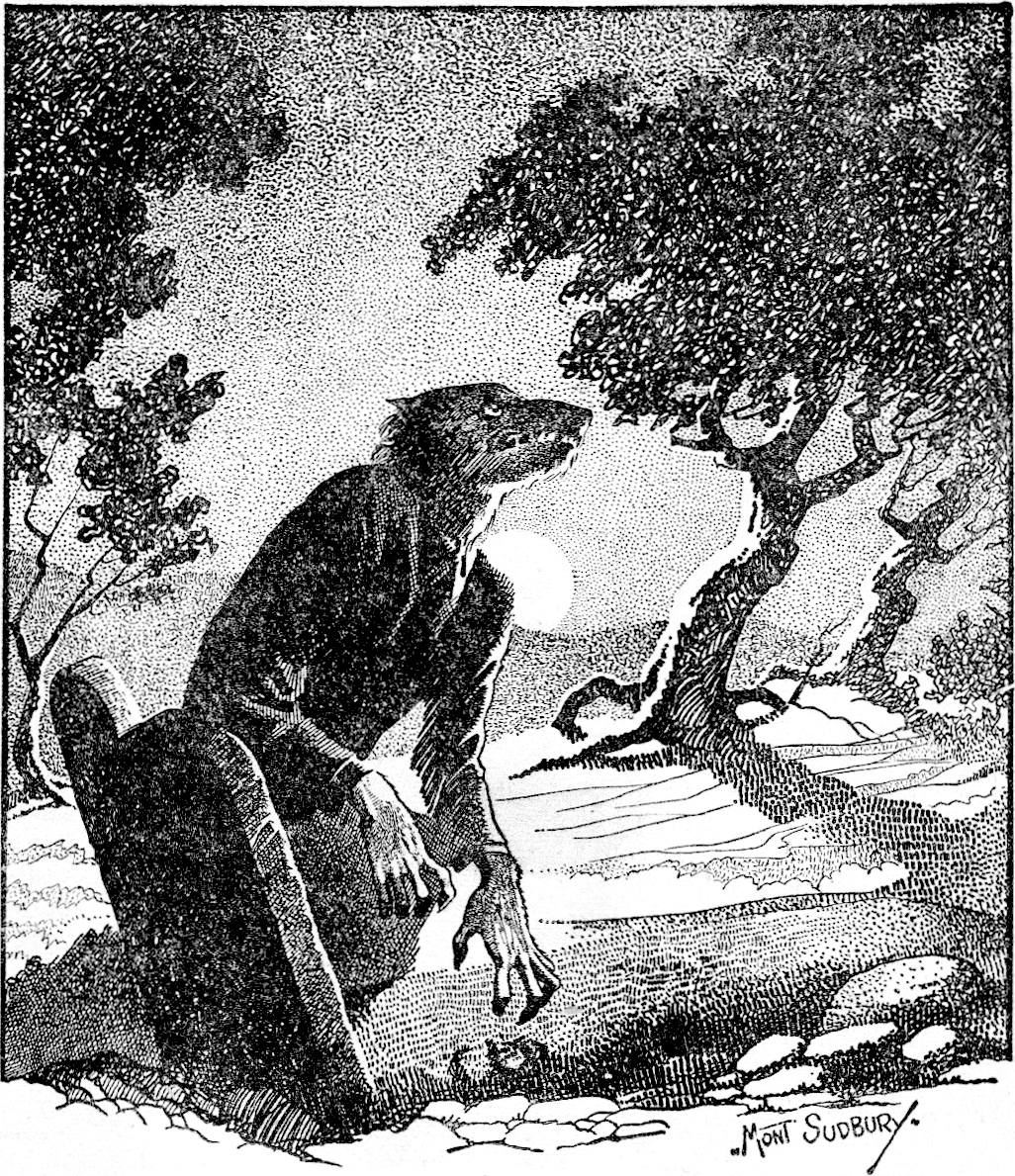
Ilustração de um lobisomem na floresta à noite de 1941.

Lobisomem ou licantropo (do grego λυκάνθρωπος: λύκος, lýkos, "lobo" e άνθρωπος, ánthrōpos, "humano"), é um ser lendário que é descrito como um humano capaz de se transformar em lobo ou em algo semelhante a um lobo em noites de lua cheia.

Tais lendas são muito antigas e encontram a sua raiz na mitologia grega. Segundo As Metamorfoses de Ovídio, Licaão, o rei da Arcádia, serviu a carne de Árcade a Zeus e este, como castigo, transformou-o em lobo (Met. I. 237). Uma das personagens mais famosas foi o pugilista arcádio Damarco da Parrásia, herói olímpico que assumiu a forma de lobo nove anos após um sacrifício a Zeus Liceu, lenda atestada pelo geógrafo Pausânias.[carece de fontes?]

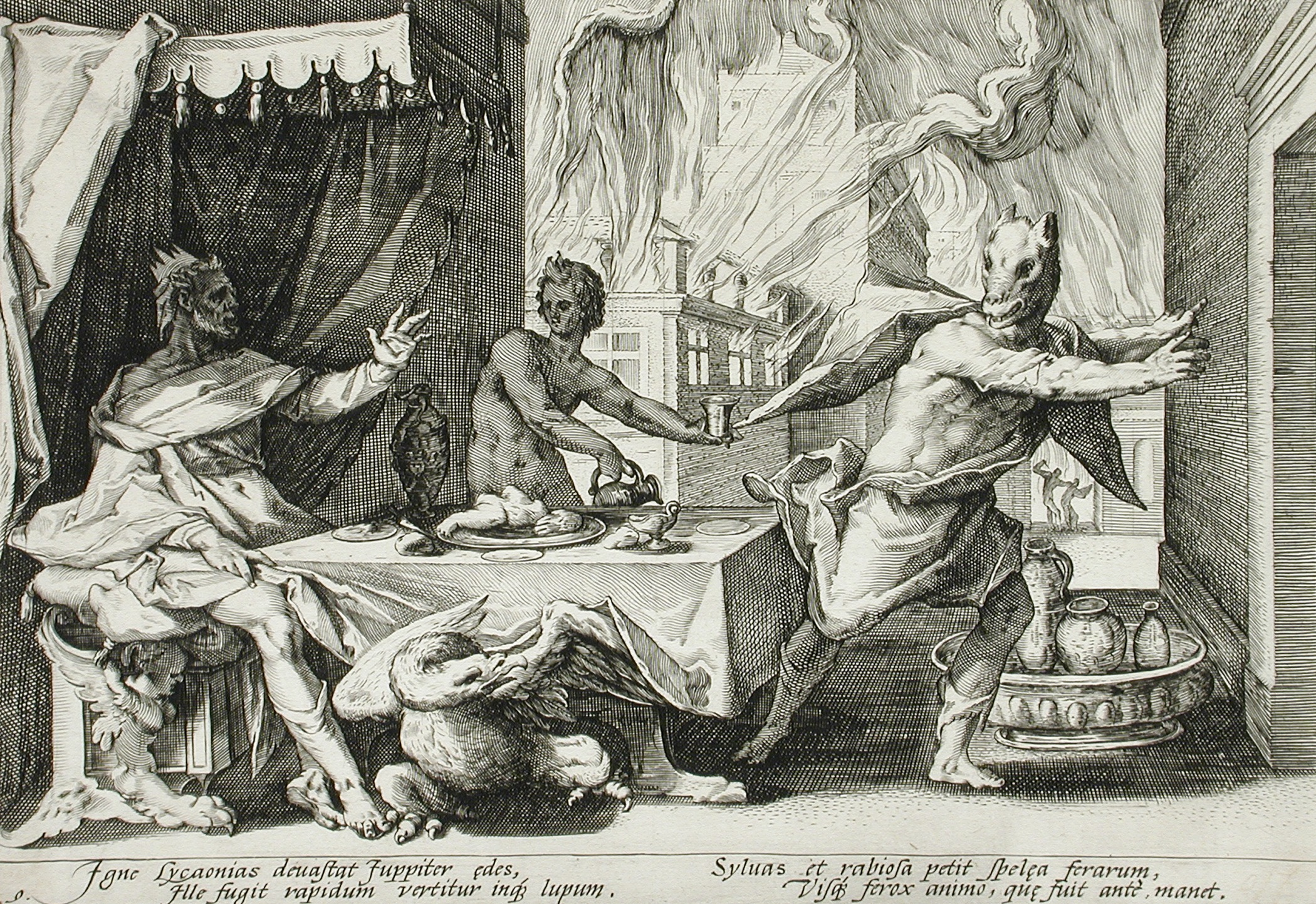
Zeus transforma Licaón em lobisomem

O lobisomem é um conceito difundido no folclore europeu, possuindo diversas variantes relacionadas a um desenvolvimento em comum de uma interpretação cristã do folclore europeu do período medieval. Desde o início do período moderno, as crenças dos lobisomens também se espalharam para o Novo Mundo com o colonialismo. A crença nos lobisomens desenvolveu-se em paralelo à crença nas bruxas, no final da Idade Média e no início do período moderno. Tal como os julgamentos de bruxaria como um todo, o julgamento de supostos lobisomens surgiu no que hoje é a Suíça (especialmente Valais e Vaud) no início do século XV e espalhou-se por toda a Europa no século XVI, atingindo o pico no século XVII e diminuindo no século XVIII.
A perseguição aos lobisomens e o folclore associado fez parte do fenómeno da "caça às bruxas", embora marginal, estando as acusações de licantropia envolvidas apenas numa pequena fracção dos julgamentos de bruxaria. A licantropia (transformação em lobo) foi muitas vezes misturada com acusações de montar em ou encantar lobos. O caso de Peter Stumpp (1589) levou a um pico significativo no interesse e na perseguição de supostos lobisomens, principalmente na Europa de língua francesa e alemã. O fenómeno persistiu durante mais tempo na Baviera e na Áustria, com a perseguição aos encantadores de lobos registrada até bem depois de 1650, tendo os casos finais ocorrido no início do século XVIII na Caríntia e na Estíria.
Segundo lendas mais modernas, para matar um lobisomem é preciso acertá-lo com artefatos feitos de prata, sendo a bala de prata o mais conhecido deles.

## História

### Mitologia indo-europeia
O tema europeu do lobisomem diabólico devorando carne humana remonta a um desenvolvimento comum durante a Idade Média no contexto do cristianismo, embora as histórias de humanos que se transformam em lobos tenham as suas raízes em crenças pré-cristãs anteriores.
Sua origem comum subjacente remonta à mitologia proto-indo-européia, onde a licantropia é reconstruída como um aspecto da iniciação da classe guerreira kóryos, que pode ter incluído um culto focado em cães e lobos identificados com uma faixa etária de guerreiros jovens e solteiros. A visão geral comparativa padrão deste aspecto da mitologia indo-europeia é McCone (1987).

### Antiguidade Clássica
Algumas referências a homens se transformando em lobos são encontradas na literatura e no folclore da Grécia Antiga. Heródoto, em sua obra "Histórias", escreveu que, de acordo com o que os citas e os gregos estabelecidos na Cítia lhe contaram, os Neuri, que era uma tribo ao nordeste da Cítia, eram todos transformados em lobos uma vez por ano, durante vários dias; e então voltavam à sua forma humana. Ele acrescentou que não está convencido da história, mas os moradores locais juravam que era verdade. Este conto também foi mencionado por Pomponius Mela.
No século II AC, o geógrafo grego Pausânias contou a história do rei Licaão da Arcádia, que foi transformado em lobo porque sacrificou uma criança no altar de Zeus Liceu. Na versão da lenda contada por Ovídio em sua obra Metamorfoses, quando Zeus visita Lycaon disfarçado de homem comum, Lycaon quer testar se ele é realmente um deus. Para tanto, ele mata um refém molossiano e entrega suas entranhas a Zeus. Enojado, o deus transforma Lycaon em um lobo. No entanto, em outros relatos da lenda, como o da Bibliotheca de Apolodoro, Zeus ataca ele e seus filhos com raios como punição.
Pausânias também relata a história de um homem da Arcádia, chamado Damarco de Parrhasia, que foi transformado em lobo após provar as entranhas de uma criança humana sacrificada a Zeus. Ele foi restaurado à forma humana 10 anos depois e se tornou um campeão olímpico. Esta história também é contada por Plínio, o Velho, que chama o homem de Demaenetus citando Agriopas. Segundo Pausânias, este não foi um acontecimento único, mas sim que homens foram transformados em lobos durante os sacrifícios a Zeus Liceu desde a época de Licaão. Se eles se abstivessem de comer carne humana enquanto eram lobos, seriam restaurados à forma humana nove anos depois, mas se não se abstivessem, permaneceriam lobos para sempre.
Os primeiros autores cristãos também mencionaram lobisomens. Na obra "Cidade de Deus", Agostinho de Hipona (Santo Agostinho) dá um relato semelhante ao encontrado em Plínio, o Velho. Agostinho explica que "é geralmente aceito que, por certos feitiços de bruxa, os homens podem ser transformados em lobos..." A metamorfose física também foi mencionada no Capitulatum Episcopi, atribuído ao Concílio de Ancira no século IV, que se tornou o texto doutrinário da Igreja em relação à magia, bruxas e transformações como as dos lobisomens. O Capitulatum Episcopi afirma que "Quem acredita que qualquer coisa pode ser... transformada em outra espécie ou semelhança, exceto pelo próprio Deus... é sem dúvida um infiel."

### Idade Média
Há evidências de uma crença generalizada em lobisomens na Europa medieval. Esta evidência abrange grande parte do continente, bem como as Ilhas Britânicas. Os lobisomens foram mencionados em códigos legais medievais, como o do Rei Canuto II da Dinamarca, cujas Ordenações Eclesiásticas nos informam que os códigos visam garantir que "...o lobisomem loucamente audacioso não devaste muito, nem morda muitos dos membros do rebanho espiritual." Liuprando de Cremona relata um boato de que Bajan, filho de Simeão I da Bulgária, poderia usar magia para se transformar em lobo. As obras de Agostinho de Hipona tiveram grande influência no desenvolvimento do cristianismo ocidental e foram amplamente lidas pelos clérigos do período medieval; e esses clérigos ocasionalmente discutiam sobre lobisomens em suas obras. Exemplos famosos incluem Werewolves of Ossory, de Geraldo de Gales, encontrado em sua Topographica Hibernica, e Otia Imperiala, de Gervase de Tilbury, ambos escritos para o público real.
Gervase revela ao leitor que a crença em tais transformações (ele também menciona mulheres que se transformam em gatos e em cobras) foi difundida por toda a Europa; ele usa a frase "que ita dinoscuntur" ao discutir essas metamorfoses, que se traduz como "é conhecido". Gervase, que estava escrevendo na Alemanha, também diz ao leitor que a transformação de homens em lobos não pode ser facilmente descartada, pois "...na Inglaterra, muitas vezes vimos homens se transformarem em lobos" ("Vidimus enim frequenter in Anglia per lunationes homines em lupos mutari...").
Outras evidências da crença generalizada em lobisomens e outras transformações humano-animais podem ser vistas nos ataques teológicos feitos contra tais crenças. Conrad of Hirsau, escrevendo no século XI, proíbe a leitura de histórias nas quais a razão de uma pessoa é obscurecida após tal transformação. Conrad refere-se especificamente aos contos de Ovídio em seu tratado. Pseudo-Agostinho, escrevendo no século 12, segue o argumento de Agostinho de Hipona de que nenhuma transformação física pode ser feita por ninguém além de Deus, afirmando que "... o corpo não pode ser transformado nos membros materiais de qualquer animal."
O lai (um tipo de poema cantado bretão) Bisclavret de Marie de France (c. 1200) é outro exemplo, em que o aristocrata homônimo Bisclavret, por razões não descritas, tinha que se transformar em lobo todas as semanas, precisando de suas roupas para voltar à forma humana. Quando sua esposa traiçoeira roubou suas roupas para que ficasse preso na forma de lobo, ele teve de escapar da caça ao lobo real implorando misericórdia ao rei e o acompanhando depois disso. O seu comportamento no tribunal foi gentil, até que a sua esposa aparece no tribunal com um novo marido, ele então ataca o casal. Por causa da traição da esposa, o ataque odioso a ela e seu novo amante foi considerado justificado pelo júri. Marie também nos revela a existência da crença no lobisomem na França bretã e normanda, ao nos contar a palavra franco-normanda para lobisomem: garwulf, que, ela explica, são comuns naquela parte da França, onde "...muitos homens viraram em lobisomens". Gervase também apoia esta terminologia quando nos diz que os franceses usam o termo "gerulfi" para descrever o que os ingleses chamam de "werewolf". Outros exemplos são Melion e Biclarel, dois lais escritos por autores anônimos que compartilham o tema de um cavaleiro lobisomem sendo traído por sua esposa.
A palavra alemã werwolf foi registrada por Burchard von Worms no século 11, e por Bertold de Regensburg no século 13, mas não está registrada em toda a poesia ou ficção medieval alemã. Embora Baring-Gould argumente que as referências a lobisomens também eram raras na Inglaterra, presumivelmente porque, qualquer que fosse o significado que os "homens-lobos" do paganismo germânico tivessem, as crenças e práticas associadas foram reprimidas com sucesso após a cristianização (ou, se persistiram, isso ocorreu fora da esfera de literatura disponível para nós), temos outras fontes além das mencionadas acima. Tais exemplos de lobisomens na Irlanda e nas Ilhas Britânicas podem ser encontrados na obra do monge galês do século IX, Nennius; lobisomens femininas aparecem na obra irlandesa do século XII Acallam na Senórach (Tales of the Elders, na Inglaterra); e lobisomens galeses na obra dos séculos 12 a 13, Mabinogion.
As tradições pagãs germânicas associadas a "homens-lobos" persistiram por mais tempo na Era Viking escandinava. Sabe-se que Harald I da Noruega tinha um corpo de Úlfhednar ("homens revestidos de lobo"), que são mencionados em Vatnsdœla, Haraldskvæði e na Saga dos Volsungos, e se assemelham a algumas lendas de lobisomens. Os Úlfhednar eram lutadores semelhantes aos berserkers, embora se vestissem com peles de lobo em vez de peles de urso e tivessem a reputação de canalizar os espíritos desses animais para aumentar a eficácia na batalha. Esses guerreiros eram resistentes à dor e eram mortos violentamente em batalha, assim como os animais selvagens. Úlfhednar e os berserkers estão intimamente associados ao deus nórdico Odin.

As tradições escandinavas deste período podem ter se espalhado pela Rússia de Kiev, dando origem aos contos eslavos de "lobisomens". O príncipe bielorrusso do século 11, Vseslav de Polotsk, foi descrito como um lobisomem, capaz de se mover em velocidades sobre-humanas, conforme narrado em O Conto da Campanha de Igor:
"Vseslav, o príncipe, julgou os homens; como príncipe, ele governou cidades; mas à noite ele rondava disfarçado de lobo. De Kiev, rondando, ele alcançou, antes da tripulação dos galos, Tmutorokan. O caminho do Grande Sol, como um lobo rondando, ele cruzou. Para ele, em Polotsk, os sinos tocavam cedo para as matinas em Santa Sofia; mas ele ouviu o toque em Kiev."

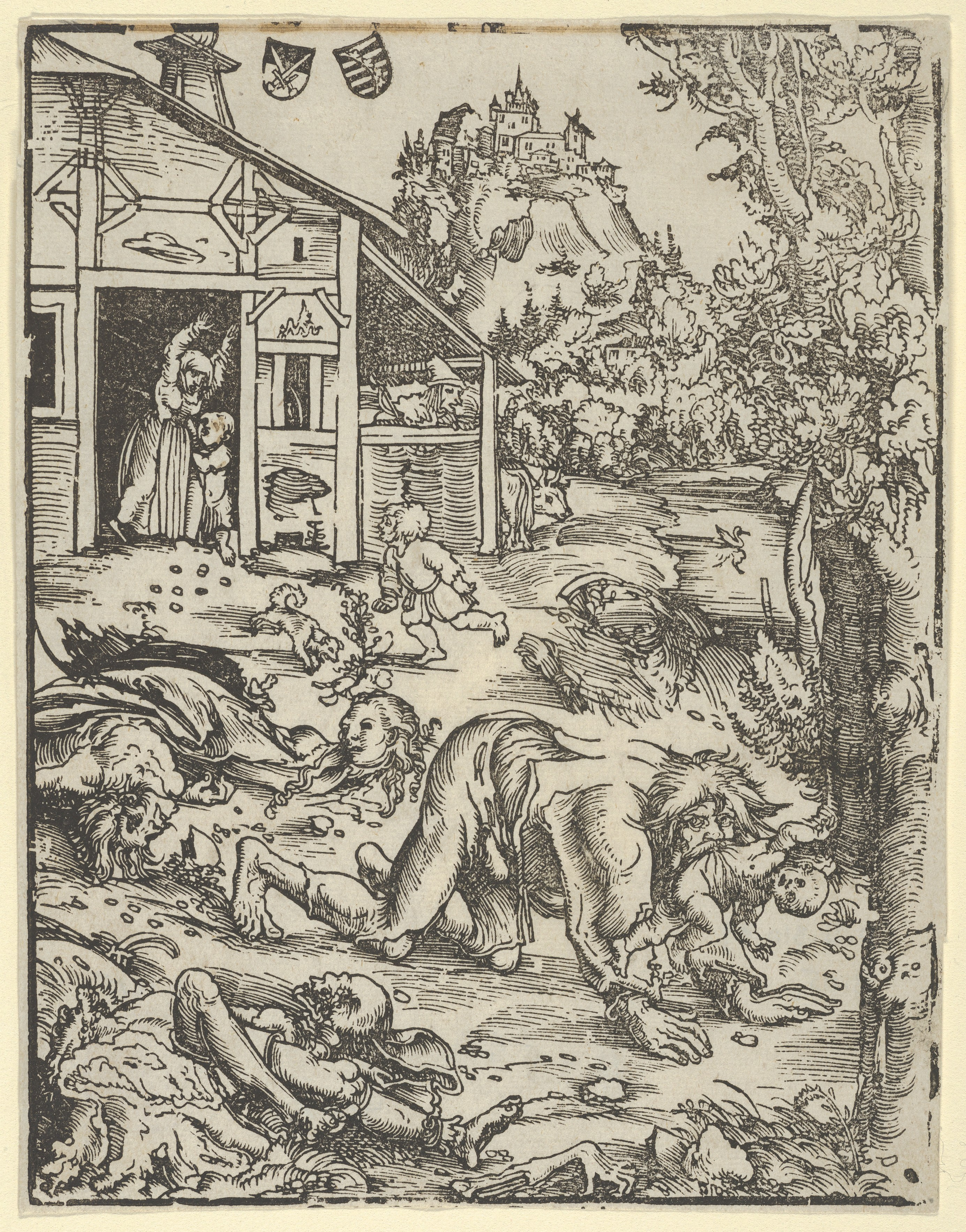
Xilogravura de um ataque de lobisomem por Lucas Cranach der Ältere, 1512

A situação descrita durante o período medieval dá origem à dupla forma de folclore de lobisomem na Europa Moderna. Por um lado, o lobisomem "germânico", que passa a ser associado ao pânico da bruxaria, e por outro lado o lobisomem "eslavo" ou vlkolak, que passa a ser associado ao conceito de revenant ou "vampiro". O lobisomem-vampiro "oriental" é encontrado no folclore da Europa Central e Oriental, incluindo Hungria, Romênia e Bálcãs, enquanto o lobisomem-feiticeiro "ocidental" é encontrado na França, na Europa de língua alemã e no Báltico.
"Ser um lobisomem" era uma acusação comum em julgamentos de bruxas ao longo da história, e apareceu até mesmo nos julgamentos de bruxas de Valais, um dos primeiros julgamentos desse tipo, na primeira metade do século XV.
Em 'Historia de Gentibus Septentrionalibus' (1555), Olaus Magnus descreve (Livro 18, Capítulo 45) uma assembléia anual de lobisomens perto da fronteira Lituânia-Curlândia. Os participantes, incluindo a nobreza lituana e lobisomens das áreas vizinhas, reúnem-se para testar a sua força, tentando saltar sobre as ruínas de uma muralha de castelo. Aqueles que conseguem são considerados fortes, enquanto os participantes mais fracos são punidos com chicotadas.

### Início da Idade Moderna
Houve numerosos relatos de ataques de lobisomens – e consequentes julgamentos judiciais – na França do século XVI. Em alguns dos casos havia provas claras contra os acusados de homicídio e canibalismo, mas nenhuma associação com lobos. Noutros casos, as pessoas ficaram aterrorizadas com essas criaturas, como no caso de Gilles Garnier em Dole, em 1573, que foi condenado por ser lobisomem.
Um pico de atenção para com à licantropia ocorreu no final do século 16 ao início do século 17, como parte da caça às bruxas na Europa. Vários tratados sobre lobisomens foram escritos na França durante 1595 e 1615. Lobisomens foram avistados em 1598 em Anjou, e um lobisomem adolescente foi condenado à prisão perpétua em Bordeaux em 1603. Henry Boguet escreveu um longo capítulo sobre lobisomens em 1602. No Vaud, lobisomens foram condenados em 1602 e 1624. Um tratado escrito por um pastor de Vaud em 1653, entretanto, argumentava que a licantropia era puramente uma ilusão. Depois disso, o único registro adicional do Vaud data de 1670: é o de um menino que alegou que ele e sua mãe poderiam se transformar em lobos, o que, no entanto, não foi levado a sério. No início do século XVII, a bruxaria foi perseguida por Jaime I da Inglaterra, o qual considerava os "warwoolfes" como vítimas de um delírio induzido por "uma superabundância natural de melancolia". 
Depois de 1650, a crença na licantropia desapareceu em grande parte da Europa de língua francesa, como evidenciado na Enciclopédia de Diderot, a qual atribuiu relatos de licantropia a um "transtorno do cérebro", embora houvesse relatos contínuos de feras extraordinárias semelhantes a lobos, mas que não eram considerados lobisomens. Um desses relatos dizia respeito à Besta de Gévaudan, que aterrorizou a área geral da antiga província de Gévaudan, agora chamada Lozère, no centro-sul da França; dos anos de 1764 a 1767, matou mais de 80 homens, mulheres e crianças. 
A parte da Europa que mostrou interesse mais vigoroso pelos lobisomens depois de 1650 foi o Sacro Império Romano-Germânico. Pelo menos nove obras sobre licantropia foram impressas na Alemanha entre 1649 e 1679. Nos Alpes austríacos e bávaros, a crença em lobisomens persistiu até o século XVIII. De qualquer forma, ainda em 1853, na Galiza, noroeste de Espanha, Manuel Blanco Romasanta foi julgado e condenado como autor de uma série de assassinatos, mas afirmou ser inocente devido à sua condição de "lobishome".
Até ao século XX, os ataques de lobos a humanos eram uma característica ocasional, mas ainda generalizada, da vida na Europa. Alguns estudiosos sugeriram que era inevitável que os lobos, sendo um dos predadores mais temidos da Europa, fossem projetados no folclore dos malvados metamorfos. Diz-se que isto é corroborado pelo fato de que áreas desprovidas de lobos normalmente usam diferentes tipos de predadores para preencher o nicho; homens-hiena na África, homens-tigre na Índia, bem como homens-puma ("runa uturuncu") e homens-jaguar ("yaguaraté-abá" ou "tigre-capiango") na América do Sul.
Uma ideia explorada no trabalho de Sabine Baring-Gould, The Book of Werewolves (O Livro dos Lobisomens), é que lendas sobre lobisomens podem ter sido usadas para explicar assassinatos em série. Talvez o exemplo mais infame seja o caso de Peter Stumpp (executado em 1589), um fazendeiro alemão e suposto serial killer e canibal, também conhecido como o Lobisomem de Bedburg.

## Crenças Populares

### Conexão com Revenants
Antes do final do século XIX, os gregos acreditavam que os cadáveres dos lobisomens, se não fossem destruídos, voltariam à vida na forma de lobos ou hienas que rondavam os campos de batalha, bebendo o sangue dos soldados moribundos. Na mesma linha, em algumas áreas rurais da Alemanha, Polónia e Norte de França, acreditava-se que as pessoas que morriam sem terem se livrado de pecados mortais voltavam à vida como lobos bebedores de sangue. Esses lobisomens "mortos-vivos", retornariam à sua forma de cadáver humano à luz do dia. Esses lobisomems eram eliminados através da decapitação com pá e exorcismo pelo pároco local. A cabeça seria então jogada em um riacho, onde se pensava que o peso de seus pecados a pesaria. Às vezes, os mesmos métodos usados para eliminar vampiros comuns seriam usados. Essa tradição de certas regiões de misturar os folclores dos vampiros com lobisomens ou até criar um ser híbrido entre os dois vem do conceito de que ambos seriam tipos de revenants. O vampiro também tinha relação com o lobisomem nos países do Leste Europeu, particularmente na Bulgária, Sérvia e Eslovênia. Na Sérvia, o lobisomem e o vampiro são conhecidos coletivamente como vulkodlak

### Lenda romena
Em 1883, a romancista Emily Gerard (1849-1905) foi com o marido, um oficial do exército austríaco, para a Transilvânia por dois anos. Na época, parte do Império Austro-Húngaro, hoje uma região do oeste da Romênia, a Transilvânia era pouco conhecida pelos leitores. de volta à Inglaterra. Nos anos seguintes, ela escreveu uma das obras mais influentes da época sobre a Transilvânia, The Land Beyond the Forest: Facts, Figures and Fancies from Transylvania", publicada em 1890. Em sua obra, Gerard registrou os relatos das diversas etnias que fazem parte da Transilvânia (alemães, ciganos, húngaros, romenos, entre outros) sobre diversos aspectos da vida na região, bem como as superstições sobre o mau-olhado, espíritos, bruxas, vampiros (dos tipos strigoi, moroi e nosferatu) e lobisomens (representados pelos prikolitsch e vârcolac). Seu registro detalhado dos medos dos camponeses e seus métodos para espantar e se proteger contra essas criaturas chegaram inclusive a influenciar Bram Stoker, e sua obra Dracula. Sobre os lobisomens ela escreveu:
"O primo-irmão do vampiro, o werwolf dos alemães, é encontrado aqui sob o nome de Prikolitsch. Às vezes é um cão, em vez de um lobo, cuja forma um homem assumiu, ou foi obrigado a assumir, como penitência pelos seus pecados. Numa aldeia ainda se conta — e acredita-se — a história de um homem que, num domingo, voltando para casa com a esposa, sentiu de repente que havia chegado o momento da sua transformação. Ele, portanto, entregou-lhe as rédeas da carroagem em que estavam e correu para o meio dos arbustos, onde, murmurando uma fórmula mística, deu três cambalhotas sobre uma vala. Logo depois, a mulher, que esperava em vão pelo marido, foi atacada por um cachorro furioso, que saiu latindo do mato e conseguiu mordê-la com força e rasgar seu vestido. Quando, uma ou duas horas depois, a mulher chegou em casa depois de dar o marido como perdido, ficou surpresa ao vê-lo vindo sorrindo ao seu encontro; mas quando entre os dentes dele ela avistou os pedaços de seu vestido mordidos pelo cachorro, o horror dessa descoberta a fez desmaiar." (GERARD, 1890, pp. 186-187)

### Lenda brasileira
No Brasil existem muitas versões dessa lenda, variando de acordo com a região. Uma versão diz que a sétima criança em uma sequência de filhos do mesmo sexo tornar-se-á um lobisomem. Outra versão diz o mesmo de um menino nascido após uma sucessão de sete mulheres. Outra, ainda, diz que o oitavo filho se tornará a fera. Outra já diz que é após a morte de um familiar que possuía a aberração e passou de pai para filho, avô para neto e assim por diante.
As pessoas conhecem o licantropo na forma humana através de comportamentos estranhos, como mudança de comportamento, misteriosa e quase sempre com olhos cansados (olheira), o licantropo na forma humana é uma pessoa muito atenta as outras, sempre desconfiando de tudo como por exemplo, tem muito medo de ser descoberta a humanidade que é uma aberração, porém é muito protetora em forma humana.
Em algumas regiões, o Lobisomem se transforma à meia noite de sexta-feira, em uma encruzilhada. Como o nome diz, é metade lobo, metade homem. Depois de transformado, sai à noite procurando sangue, matando ferozmente tudo que se move. Antes do amanhecer, ele procura a mesma encruzilhada para voltar a ser homem.
Em algumas localidades diz-se que eles têm preferência por bebês não batizados,o que faz com que as famílias batizem suas crianças o mais rápido possível. Já em outras diz-se que ele se transforma se espojando onde um jumento se espojou e dizendo algumas palavras do livro de São Cipriano e assim podendo sair transformado comendo porcarias até que quase se amanheça retornando ao local em que se transformou para voltar a ser homem novamente. No interior do estado de Rondônia, o lobisomem após se transformar, tem de atravessar correndo sete cemitérios até o amanhecer para voltar a ser humano. Caso contrário ficará em forma de besta até a morte. O escritor brasileiro João Simões Lopes Neto escreveu assim sobre o lobisomem: "Diziam que eram homens que havendo tido relações impuras com as suas comadres, emagreciam; todas as sextas-feiras, alta noite, saíam de suas casas transformados em cachorro ou em porco, e mordiam as pessoas que a tais desoras encontravam; estas, por sua vez, ficavam sujeitas a transformarem-se em Lobisomens…"
Essa característica única do lobisomem brasileiro, se transformar num animal híbrido de lobo, cão, porco, entre outros, é uma adaptação do conceito de lobisomem trazido pelos europeus, modificado pelo fato de que não existem lobos "verdadeiros" no Brasil. (O lobo-guará, apesar do nome, não pertence ao gênero dos lobos, Canis, mas sim é o único integrante do gênero Chrysocyon).
Há também quem diga que um oitavo filho que tem sete irmãs mais velhas se torna lobisomem ao completar treze anos. Também dizem que o sétimo filho de um sétimo filho se tornará um lobisomem.
Outra versão porém relata que aquele que é amaldiçoado precisa se espojar nu em um local onde um animal (geralmente jumento) se espojou, enquanto recita palavras do livro de São Cipriano ou reza o credo ao avesso três vezes.
A lenda do lobisomem é muito conhecida no folclore brasileiro, e assim como em todo o mundo, os lobisomens são temidos por quem acredita em sua lenda. Algumas pessoas dizem que além da prata o fogo também pode matar um lobisomem. Outras acreditam que eles se transformam totalmente em lobos e não metade lobo metade homem.
Algumas lendas também dizem que se um ser humano for mordido por um lobisomem, e não o encontrar a cura até a 12ª badalada desse mesmo dia, ficará lobisomem para toda a eternidade.
A versão feminina do lobisomem é chamada lobanil.

### Lenda portuguesa
Há referências muito antigas ao lobisomem em Portugal. Aparece no Rifão de Álvaro de Brito (Cancioneiro Geral):
Sois danado lobisomem, 
Primo d’Isac nafú; 
Sois por quem disse Jesus 
Preza-me ter feito homem.
(Garcia de Resende, Excertos, por António Feliciano de Castilho, Livraria Garnier, Rio de Janeiro, 1865, p. 24).
É também mencionado no Vocabulario Portuguez e Latino de Rafael Bluteau (tomo V, p. 195) e nos sonetos de Bocage:
Profanador do Aónio santuário, 
Lobisomem do Pindo, orneia ou brama, 
Até findar no Inferno o teu fadário!
(Bocage, Obras Escolhidas, primeiro volume, p.122).
No século XIX, Alexandre Herculano escreveu assim sobre o lobisomem da região da Beira-Baixa: "Os lubis-homens são aqueles que têm o fado ou sina de se despirem de noite no meio de qualquer caminho, principalmente encruzilhada, darem cinco voltas, espojando-se no chão em lugar onde se espojasse algum animal, e em virtude disso transformarem-se na figura do animal pré-espojado. Esta pobre gente não faz mal a ninguém, e só anda cumprindo a sua sina, no que têm uma cenreira mui galante, porque não passam por caminho ou rua, onde haja luzes, senão dando grandes assopros e assobios para se lhas apaguem, de modo que seria a coisa mais fácil deste mundo apanhar em flagrante um lubis-homem, acendendo luzes por todos os lados por onde ele pudesse sair do sítio em que fosse pressentido. É verdade que nenhum dos que contam semelhantes histórias fez a experiência". (A. Herculano, Opúsculos, Tomo IX, Bertrand, Lisboa, 1909, p. 176-177).
Nos seus estudos sobre mitologia popular, o escritor e etnógrafo português Alexandre Parafita reconhece que, embora a designação sugira tratar-se de um ser híbrido de homem e lobo, muitas das crenças sobre esta criatura identificam-na na figura tanto de lobo, como cavalo, burro ou bode, consistindo o seu fadário em ir despir-se à meia-noite numa encruzilhada, espojando-se no chão, onde um animal já antes fizera o mesmo, após o que se transforma nesse animal para ir “correr fado”.
A representação na figura híbrida de homem e lobo não é alheia ao desassossego que este animal provoca, desde tempos imemoriais, no inconsciente colectivo. Escreve este autor: “As comunidades rurais transmontanas ainda hoje o encaram como um animal cruel, implacável com os seres mais indefesos, inimigo de pastores, dos caminhantes da noite e pesadelo permanente das crianças que habitam nas aldeias mais isoladas. Não se estranha, por isso, que no fabulário popular o lobo apareça como símbolo do mal e que o conceito de lobisomem, enquanto produto da fantasia popular, possa ser considerado como uma tentativa de apresentar uma criatura onde se conjuga a ferocidade maléfica do lobo com as emoções, ora angustiosas, ora igualmente maléficas, do homem”.

#### Peeira
Peeira ou fada dos lobos é o nome que se dá às jovens que se tornam nas guardadoras ou companheiras de lobos. Elas são a versão feminina do lobisomem e fazem parte das lendas de Portugal e da Galiza. A peeira tem o dom de comunicar e controlar alcateias de lobos.
Um extenso relato sobre o lobisomem fêmea português encontra-se nas Travels in Portugal de John Latouche (London, [1875], p. 28-36).
No romance best-seller Covil Das Lobas, S S. é possível observar diversas peeiras em uma versão feminina do lobis-homem nas criaturas que dominam e controlam a cidade de Meer, sendo metade mulher metade loba, conhecidas pela beleza hipnotizante além de outros diversos talentos.
Camilo Castelo Branco escreveu nos Mistérios de Lisboa: "A porta em que bateu o padre Diniz comunicava para a sala em que estavam duas criadas da duquesa, cabeceando com sono, depois que se fartaram de anotar as excentricidades de sua ama, que, a acreditá-las, há cinco anos que cumpria fado, espécie de Loba-mulher, ou Lobis-homem fêmea, se os há, como nós sinceramente acreditamos." (Vol.I, Porto, 1864, p. 136).

#### Corredor
O corredor é a pessoa que tem que correr o fado. O corredor é um ser mutante, pode assumir a forma de lobo, de cão ou outro animal. Quando se encontra um para quebrar o fado deve-se fazer sangue, isto é, fazê-lo sangrar.

#### Tardo
O Tardo é uma espécie de duende, um ser mutante que assume formas de animais mas que pode transformar-se num lobisomem se ao fim de sete anos não lhe quebrarem o fado.

#### Corrilário
Os corrilários são as almas penadas em figura de cão. Se um lobisomem morre antes de terminar o seu fadário, depois de morto termina os seus dias como corrilario.

## Licantropia como Condição Médica
Alguns pesquisadores modernos tentaram explicar os relatos de comportamento de lobisomem com condições médicas reconhecidas. O Dr. Lee Illis, do Guy's Hospital, em Londres, escreveu um artigo em 1963 intitulado On Porphyria and the Aetiology of Werewolves, no qual argumenta que relatos históricos sobre lobisomens poderiam de fato estar se referindo a vítimas de porfiria congênita, afirmando que os sintomas de fotossensibilidade, vermelhidão dentes e psicose poderiam ter sido motivo para acusar uma pessoa de ser um lobisomem. No entanto, isso é contestado por Woodward, que aponta como os lobisomens mitológicos eram quase invariavelmente retratados como semelhantes a lobos verdadeiros e que suas formas humanas raramente eram fisicamente visíveis como vítimas de porfiria. Outros apontaram a possibilidade de lobisomens históricos terem sido pessoas com hipertricose, uma condição hereditária que se manifesta no crescimento excessivo de pelos. No entanto, Woodward descartou a possibilidade, já que a raridade da doença excluiria a possibilidade de que ela acontecesse em grande escala, como acontecia nos casos de lobisomens na Europa medieval.
Woodward sugeriu a raiva como a origem das crenças dos lobisomens, alegando semelhanças notáveis entre os sintomas dessa doença e algumas das lendas. Ele da um enfoque na ideia de que ser mordido por um lobisomem poderia resultar na transformação da vítima em um, o que poderia sugerir a ideia de uma doença transmissível como a raiva. No entanto, a ideia de que a licantropia poderia ser transmitida desta forma não faz parte dos mitos e lendas originais e só aparece em crenças relativamente recentes. A licantropia também poderia ser considerada o conteúdo principal de um delírio, por exemplo, como no caso de uma mulher que, durante episódios de psicose aguda, queixou-se de se transformar em quatro espécies diferentes de animais.

## RPG
A editora norte-americana White Wolf produziu dois RPGs onde os lobisomens são os protagonistas.
Lobisomem: O Apocalipse
O jogo de "horror selvagem", Lobisomem: O Apocalipse é um RPG storyteller criado para o cenário Mundo das Trevas. Diferente dos vampiros, os Garou (como os lobisomens se autodenominam) são guerreiros que buscam salvar a natureza e o mundo de uma poderosa força destruidora chamada Wyrm. Ao mesmo tempo, porém, precisam encarar a realidade de que não são os humanos (ou lobos) que pensavam que eram. Com elementos de horror, violência, ecologia, críticas sociais e panteísmo, Lobisomem: O Apocalipse foi um dos grandes sucessos da editora do Antigo Mundo das Trevas finalizado em 2004 pela White Wolf e recentemente retomado em 2015.
Werewolf: The Forsaken
Werewolf: The Forsaken é um RPG ambientado no Novo Mundo das Trevas criado pela White Wolf Editora traduzido no Brasil como "Lobisomem: Os Destituídos". É o sucessor comercial de Lobisomem: O Apocalipse, porém não é uma continuação do jogo anterior; o "jogo de horror selvagem" da linha de jogos do Mundo das Trevas original. Como em Lobisomem: O Apocalipse, o jogo é construído com base nos mitos da cultura popular para criar uma visão única dos lobisomens, embora haja diferenças enormes entre Forsaken e seu antecessor. Por exemplo, o jogo apresenta um sistema de auspícios baseado nas cinco fases da lua, e cada o papel de cada jogador correspondendo aos auspícios continuam o mesmo com relação ao Apocalipse.